# Park van Brasschaat

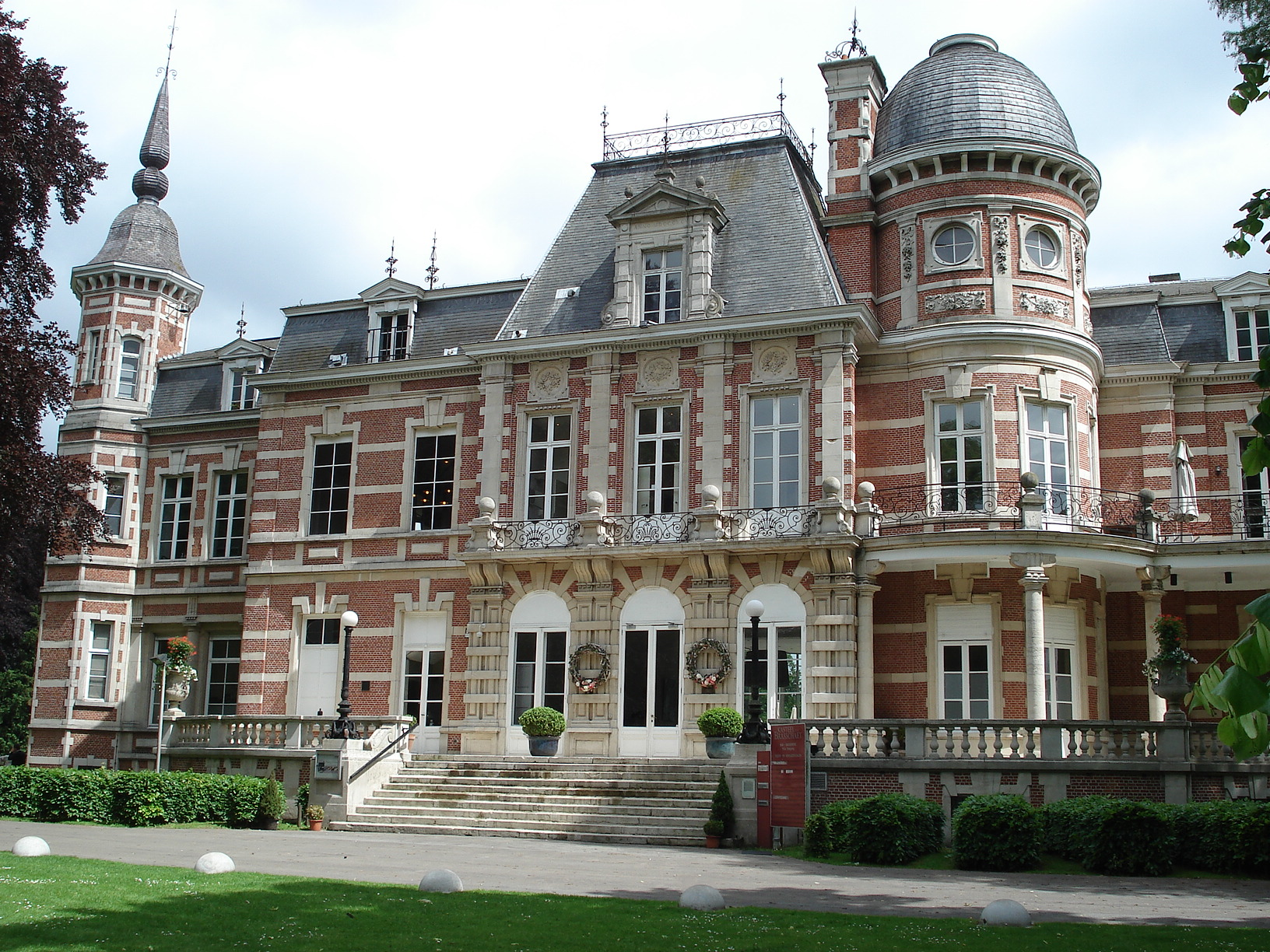
Kasteel van Brasschaat

Het Park van Brasschaat is een park van 170 ha in de Antwerpse plaats Brasschaat.

## Geschiedenis
Het domein is terug te voeren op een drietal boerderijen: Vagevuurhoeve, Hemelhoeve en Helhoeve. De Helhoeve werd al in 1602 vermeld en vormde de kern van het domein. In 1787 en 1821 werden ook de Hemel- en Vagevuurhoeve bij het domein gevoegd. In de 18e eeuw werd de Helhoeve tot een lusthof verbouwd en in 1864 kwam dit in bezit van graaf Auguste Reusens. Diens zoon liet in 1872 de Helhoeve slopen en daarvoor in de plaats kwam een groot kasteel: het Kasteel van Brasschaat. Dit kasteel lag te midden van een uitgestrekt park. Ook werden er dienstwoningen bijgebouwd: woningen voor boswachters, hovenier en conciërge.
In 1897 werd het kasteel uitgebreid met twee vleugels. In 1909 werden terrassen naar de vijver aangelegd. In de jaren 1865, 1883 en 1887 werd het domein nog uitgebreid.
In 1949 werden het kasteel en het domein door de gemeente aangekocht. Het kasteel werd een hotel-restaurant. Het domein werd een openbaar park.

## Gebouwen
Het kasteel is in eclectische stijl. Het bestaat uit een hoofdgedeelte en twee loodrecht daarop staande vleugels, waardoor een vijver aan drie zijden omringd wordt. Er is een ronde toren met koepeldak en een achtkante toren met ingesnoerde spits.
Er is een wagenhuis en een hovenierswoning in neoclassicistische stijl, de Hemelhoeve met manege, nieuw gebouwd in 1926. In het park bevindt zich een obelisk van 1885 en een zuil van 1841. Verder zijn er vijvers, een rozentuin, fonteinen, een hertenpark en bossen.